# Međunarodni festival klapa Perast
Međunarodni festival klapa Perast je međunarodni festival klapske pjesme u Perastu. Jedini je festival ovog glazbenog žanra u Crnoj Gori. Cilj i obveza ovog festivala je promicanje i čuvanje tradicije pjevanja a capella kao dijela glazbene baštine države Crne Gore. Održava se od 2001. godine.
Višeglasno pjevanje odnosno klapsko pjevanje u Boki kotorskoj dolazi od Hrvata. Dio je dio tradicije čiji su snažnih korijena. Starinsko klapsko pjevanje u Boki nastavlja se na glazbenu tradiciju specifičnog jednoglasnog pjevanja koje svoje najstarije korijene nalazi u peraškim bugaršticama, u obrednim molitvenim pjesmama, u običajnim počasnicama i pjesmama u kolu. Sredinom 19. stoljeća razvija se kao višeglasno pjevanje muških i ženskih družina, klapa.
Među autorima novih klapskih pjesama, članovima stručnih žirija i suradnicima Festivala nalaze se poznata hrvatska imena klapskog stvarateljstva, Jakša Fiamengo, Krešimir Magdić, Nikola Buble, Dušan Šarac, Rajmir Kraljević, Duško Tambača, priznati etnomuzikolozi i klapski znalci.
Festivalska stručna edicija zove se Lirica. Prvi broj izašao je 2013. godine. S izdavačkom djelatnošću Festival počinje od 2012. godine.
Kulturne ustanove grada Kotora i Ministarstvo kulture Crne Gore prepoznali su visoka programska dostignuća Festivala klapa u Perastu, pa je od 2012. postao članom KotorArta, najvažnijeg multikulturalnog, međunarodnog programa Crne Gore.